# Cyr Plantation
Cyr Plantation es una plantación ubicada en el condado de Aroostook en el estado estadounidense de Maine. En el Censo de 2010 tenía una población de 103 habitantes y una densidad poblacional de 1,04 personas por km².

## Geografía
Cyr Plantation se encuentra ubicada en las coordenadas 47°4′52″N 68°0′19″O / 47.08111, -68.00528. Según la Oficina del Censo de los Estados Unidos, Cyr Plantation tiene una superficie total de 99.28 km², de la cual 99.27 km² corresponden a tierra firme y (0.01%) 0.01 km² es agua.

## Demografía
Según el censo de 2010, había 103 personas residiendo en Cyr Plantation. La densidad de población era de 1,04 hab./km². De los 103 habitantes, Cyr Plantation estaba compuesto por el 99.03% blancos, el 0.97% eran afroamericanos, el 0% eran amerindios, el 0% eran asiáticos, el 0% eran isleños del Pacífico, el 0% eran de otras razas y el 0% pertenecían a dos o más razas. Del total de la población el 0% eran hispanos o latinos de cualquier raza.